# Фолксваген ID. Бъз
„Фолксваген ID. Бъз“ (Volkswagen ID. Buzz) е модел електрически микробуси на германското предприятие „Фолксваген Лекотоварни автомобили“, произвеждан от 2022 година.
Той е разработен като част от серията електрически автомобили на „Фолксваген“ и производството му започва в Хановер. Дизайнът и общата му концепция са повлияни от ранните поколения на „Фолксваген Транспортер“. През 2023 година моделът остава втори в европейската класация „Автомобил на годината“.